# Gregg Helvey
Gregg Helvey é um cineasta norte-americano. Como reconhecimento, foi nomeado ao Oscar 2010 na categoria de Melhor Curta-metragem por Kavi.